# Lycée Vauvenargues
Le Lycée Vauvenargues est un établissement scolaire public situé à Aix-en-Provence regroupant un lycée général, un lycée professionnel, d'une classe préparatoire aux grandes écoles (CPGE), un centre de formation d'apprentis (CFA) proposant un BTS et un Greta. À l'origine appelé lycée Carnot, il prend son nom actuel en 1962  en hommage au moraliste Luc de Clapiers, marquis de Vauvenargues.

## Bâtiments
Le lycée se situe à l'emplacement de l'ancien couvent des Dames Carmélites, dessiné par Henri Révoil. En forme de L, les bâtiments sont partagés en deux parties : le lycée général (au sud) et le lycée professionnel (à l'est). Les deux lycées partagent certaines des infrastructures comme l'entrée, le réfectoire et le gymnase.
On trouve également une chapelle, transformée en auditorium, et deux cloîtres (l'un de style néo-gothique et l'autre néo-roman).

## Le lycée général
Le lycée général peut délivrer les baccalauréats suivant : scientifique, économique et sociale, littéraire, ainsi que sciences et technologies de l'industrie et du développement durable
Des formations de l'enseignement supérieur y sont également enseignées. Voir section.

### Initiatives pédagogiques et technologiques

#### Années 1970
En 1974, dans un objectif novateur d'initiation à l'informatique des élèves et enseignants intéressés, le lycée Vauvenargues d'Aix-en-Provence a fait partie de l'opération ministérielle dite « Expérience des 58 lycées » : utilisation de logiciels et enseignement du langage de programmation LSE en club informatique de lycée,, pour 58 établissements de l’enseignement secondaire. À cet effet, dans une première phase, quelques professeurs du lycée, enseignants de diverses disciplines, furent préalablement formés à la programmation informatique. Puis, dans une seconde phase, l'établissement fut doté d'un ensemble informatique en temps partagé comprenant : un mini-ordinateur français CII Mitra 15 avec disque dur, un lecteur de disquettes 8 pouces, plusieurs terminaux écrans claviers Sintra TTE, un téléimprimeur Teletype ASR-33 (en) et le langage LSE implémenté ; tout ceci ayant permis de mettre en œuvre sur le terrain cette démarche expérimentale, avec du matériel informatique ultra-moderne pour l'époque.

### Classement du lycée
En 2020, et selon le classement de L'Étudiant, le lycée se classe  24e sur 77 au niveau départemental quant à la qualité d'enseignement, de résultats globaux au baccalauréat, du taux de mention et de la propension à favoriser la réussite des étudiants, et 754 e au niveau national. Le classement s'établit sur trois critères : le taux de réussite au bac, la proportion d'élèves de première qui obtient le baccalauréat en ayant fait les deux dernières années de leur scolarité dans l'établissement, et la valeur ajoutée (calculée à partir de l'origine sociale des élèves, de leur âge et de leurs résultats au diplôme national du brevet).

### Classement des CPGE
Le classement national des classes préparatoires aux grandes écoles (CPGE) se fait en fonction du taux d'admission des élèves dans les grandes écoles.  En 2018, L'Étudiant donnait le classement suivant pour les concours de 2017 :
| Filière | Élèves admis dans une grande école* | Taux d'admission* | Taux moyen sur 5 ans | Classement national | Évolution sur un an |
| --- | ----------------------------------- | ----------------- | -------------------- | ------------------- | ------------------- |
| PSI / PSI* | 0 / 55 élèves                       | 0 %               | 3.1 %                | 78eex-æquo sur 120  | 44                  |
| PT / PT* | 23 / 93 élèves                      | 24,7 %            | 36,7 %               | 22e sur 62          | 11                  |
| Source : Classement 2018 des prépas - L'Étudiant (Concours de 2017). * le taux d'admission dépend des grandes écoles retenues par l'étude. En filières scientifiques, c'est un panier de 11 à 17 écoles d'ingénieurs qui a été retenu par L'Étudiant selon la filière (MP, PC, PSI, PT ou BCPST). |                                     |                   |                      |                     |                     |

## Le lycée professionnel
Il occupe toute une aile de l'établissement, avec ses ateliers. Les formations professionnelles permettent de délivrer quatre diplômes de CAP et six baccalauréats professionnels. Les filières s'articulent autour de deux pôles :
- pôle industriel (électrotechnique, énergie, équipements communicants ; la maintenance des équipements industriels) ;
- pôle bâtiment/génie civil (menuiserie ; métallerie ; étude et économie du bâtiment ; organisation et réalisation du gros œuvre).

Concernant les CAP, l'établissement offre aussi des formations de maçon, serrurier/métallier, menuisier et électricien industriel.

## Formations de l'enseignement supérieur
Le lycée Vauvenargues propose deux classes préparatoires aux grandes écoles, un brevet de technicien supérieur géré par le centre de formation d'apprentis (CFA) ainsi qu'une une licence professionnelle.

### Brevet de technicien supérieur
L'établissement met à disposition un BTS Système Numérique option Informatique et Réseau (BTS SN IR). La formation est également proposée en alternance.

### Classe préparatoire aux grandes écoles
Les classes préparatoires physique et technologie (PT / PT*) sont enseignées.

## Greta
Le lycée accueille désormais un centre de formation GRETA, le premier groupement d'établissement d'Aix-en-Provence.

## Personnalités liées au lycée

### Professeurs
- Georges Cheylan

### Anciens élèves
- Jean-David Ciot, homme politique
- Franck Cammas, navigateur
- Lucas Marin, acteur
- Clara Jaboulay, présidente de l'UNL
- Bagayoko Niagalé, politologue